# Bitburger Brauerei Th. Simon GmbH

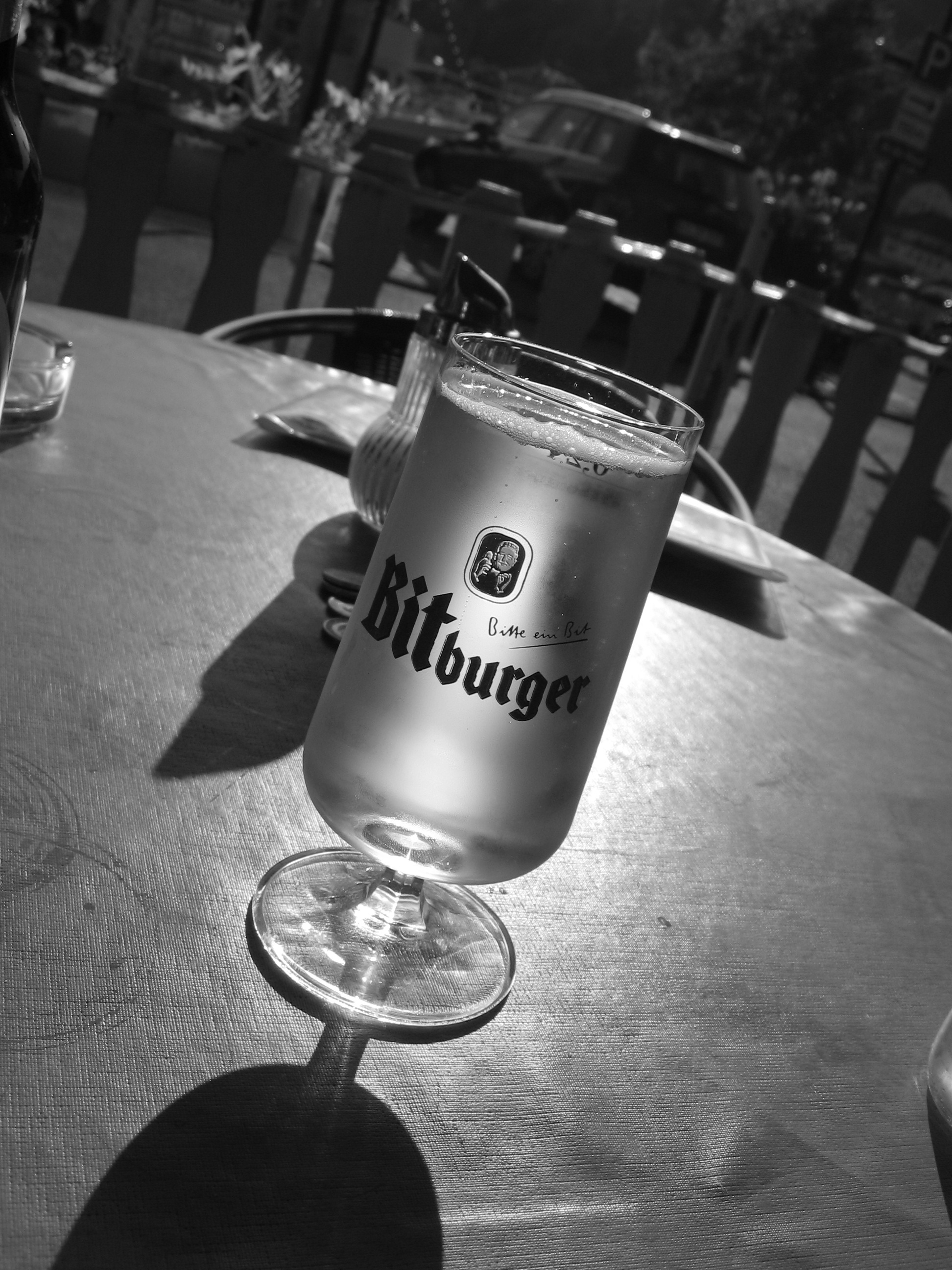
Bitburger

Bitburger Brauerei Th. Simon GmbH, Bitburger, är ett bryggeri i Bitburg, Rheinland-Pfalz, Tyskland.
Bitburger grundades 1817 och producerar öl med Bitburger Premium Bier som största ölsort. Sedan 1950-talet marknadsför sig Bitburger med sloganen "Bitte Ein Bit!" (En Bit tack!). Bitburger ägs i sjunde generationen av familjen Simon.

## Historia
Bitburger grundades av bryggaren och godsägaren Johann Peter Wallenborn i Bitburg 1817. Wallenborn avled 1839 och hans fru Anna Katharina tog då över verksamheten. Dottern Elisabeth gifte sig med bryggaren Ludwig Bertrand Simon. Deras son Theobald Simon tog 29 år gammal över ledningen av bryggeriet 1876. Han moderniserade och byggde ut bryggeriet - hans namn är ännu med i bryggeriets fullständiga namn. Det var också Theobald Simon som tog upp tanken på expansion utanför hemmaregionen. 1883 producerades för första gången en öl av pilsnertyp och 1891 var årsproduktionen uppe i 10 000 hektoliter. 1909 lanserades Simonbräu-Deutsch-Pilsener och bryggeriet satsade stort på att lansera sin nya öl. 1929 användes för första gången figuren "Geniesser" (njutaren) i reklam. Geniesser är fortfarande en del av varumärket och återfinns i det lilla märket på etiketterna och ölglasen.
Theobald Simons söner Josef (1879-1947) och Bertrand (1882-1958) ärvde verksamheten. De hade båda fått utbildning i bryggning i München respektive Berlin. 1921 stod ett laboratorium klart. 1939 var årsproduktionen uppe i 100 000 hektoliter. Nästa generation att leda Bitburger var Bertrands söner Theobald Simon (1906-1978), Hanns Simon (1908-1989) och Bert Simon (1913-1970). 1951 lanserades sloganen "Bitte ein Bit" på Anuga-mässan i Köln. 1964 lanserades Bitburger Pokal, Bitburger egna ölglas. 1970 började ett nytt modernt bryggeri att byggas som stod klart 1973.

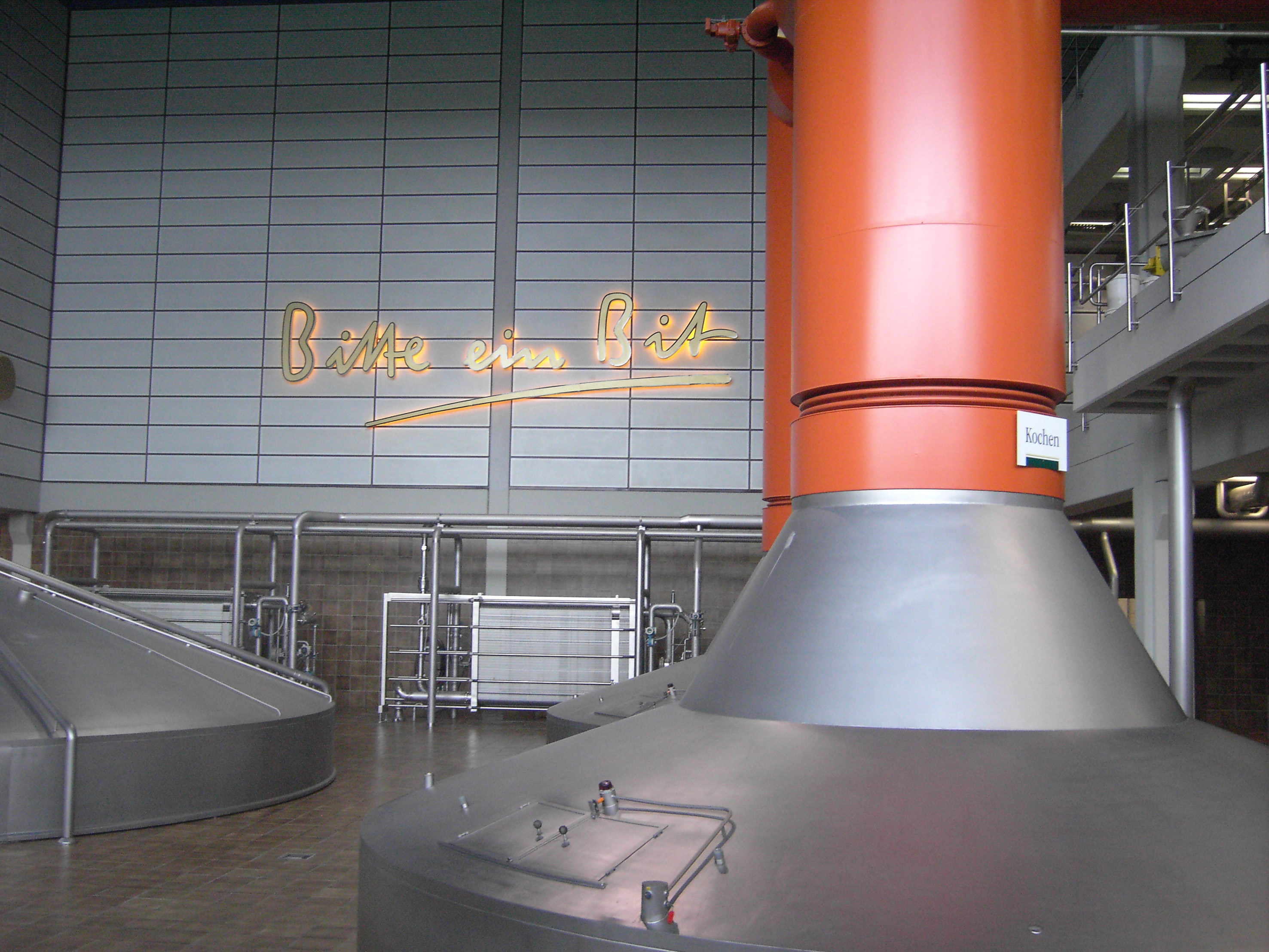
Bitburgbryggeriet

Bolaget har under andra delen av 1900-talet expanderat kraftigt och etablerat sig som ett av de största tyska bryggerierna. 1967 producerades 400 000 hektoliter och redan 1973 var årsproduktionen uppe i en miljon hektoliter. Idag produceras varje år fyra miljoner hektoliter. Huvudkontoret är kvar i Bitburgs centrum men produktionen har flyttat därifrån. Under Axel Simons ledning har bolaget även utvecklat bryggeritekniken med en energisparande framställning. Axel Simon blev teknisk chef 1975 och var bland annat ansvarig för det nya brygghuset som stod klart 1980.
Bitburger ingår i Bitburger Braugruppe som även äger Köstritzer, König-Brauerei, Licher och Wernesgrüner. Sedan 1990-talet har sortimentet utökats med bland annat alkoholfri öl samt varianter med smaksatt öl, bland annat Radler.

## Varumärken
- Bitburger Premium Bier
- Bitburger Drive
- Bitburger Light
- Bitburger Radler
- Bitburger Cola
- Bitburger 0,0% Alkoholfrei
- Bitburger Light
- Bitburger Fassbrause
- Bitburger Glutenfrei